# بنی کنز
بنی کنز عنوان سلسله‌ای شیعه از اعراب ربیعه بود که در شمال آفریقا در قرن یازدهم میلادی حکومت کردند.